# マシュー・ジー
マシュー・ジー（Matthew Gee、1925年11月25日 - 1979年7月18日）は、アメリカのビバップ・トロンボーン奏者。
ジーは子供の頃にトランペットとバリトン・ホルンを演奏し、11歳でトロンボーンを始めた。アラバマ州立大学で学んだ後、陸軍に入隊。その前にはコールマン・ホーキンスと演奏している。その後、ディジー・ガレスピー (1946年 - 1949年)、ジョー・モリス、ジーン・アモンズ、ソニー・スティット (1950年)、カウント・ベイシー (1951年)、イリノイ・ジャケー (1952年 - 1954年)、ルー・ドナルドソン (1954年)、サラ・ヴォーン (1956年)、そして1957年に再びギレスピーと演奏した。1956年に、バンドリーダーとして唯一のレコードをリバーサイド・レコードからリリース。1959年から1963年にかけて、デューク・エリントン楽団と断続的に演奏した。1960年代後半には、ポール・クイニシェットやブルックス・カーと小人数のグループで演奏したほか、ソニー・スティットやジョニー・グリフィンとビッグバンドで演奏している。

## ディスコグラフィ

### リーダー・アルバム
- 『ジャズ・バイ・ジー!』 - Jazz by Gee (1956年、Riverside)
- 『ソウル・グルーヴ』 - Soul Groove (1963年、Atlantic) ※with ジョニー・グリフィン

### 参加アルバム
ジーン・アモンズ
- 『メイクス・イット・ハプン』 - Soulful Saxophone (1959年、Chess) ※1948年-1950年録音
- 『ジャグ・アンド・ソニー』 - Jug and Sonny (1960年、Chess) ※1948年-1951年録音
- The Gene Ammons Story: The 78 Era (1978年、Prestige) ※1950年-1955年録音

カウント・ベイシー
- 『ベイシー・イン・ロンドン』 - Basie in London (1956年、Verve)

レイ・ブライアント
- Dancing the Big Twist (1961年、Columbia)

ルー・ドナルドソン
- 『カルテット・クインテット・セクステット』 - Quartet/Quintet/Sextet (1957年、Blue Note) ※1952年-1954年録音

デューク・エリントン
- Blues in Orbit (1960年、Columbia) ※1958年-1959年録音
- Swinging Suites by Edward E. and Edward G. (1960年)

ディジー・ガレスピー
- Jazz Recital (1955年、Norgran)

トニー・グレイ
- Oh, Gee! (1975年、Zim)

ジョニー・グリフィン
- The Big Soul-Band (1960年、Prestige)

コールマン・ホーキンス
- In The 50's (Body & Soul Revisited) (1993年、GRP) ※1951年-1958年録音

アースキン・ホーキンス
- 1946-1947 (1998年、Classics)

イリノイ・ジャケー
- 『グルーヴィン』 - Groovin' with Jacquet (1956年、Clef) ※1951年-1953年録音
- 『ザ・キッド・アンド・ザ・ブルート』 - The Kid and the Brute (1955年、Clef)
- The Soul Explosion (1969年、Prestige)

ソニー・スティット
- 『カレイドスコープ』 - Kaleidoscope (1957年、Prestige) ※1950年録音
- 『スティッツ・ビッツ』 - Stitt's Bits (1958年、Prestige) ※1950年録音
- 『ソニー・スティット&ザ・トップ・ブラス』 - Sonny Stitt & the Top Brass (1962年、Atlantic)